# Frontiers (álbum)
Frontiers é o oitavo álbum de estúdio (e nono em geral) da banda de rock norte-americana Journey, lançado em fevereiro de 1983. É o segundo melhor álbum em vendas de Journey, atrás de Escape.
O álbum já vendeu mais de seis milhões de cópias desde seu lançamento de 1983. A posição mais alta nas paradas: o álbum alcançou a posição # 2 nas paradas de álbuns da Billboard. É o último disco a contar com a formação clássica da banda.

## Lista de faixas
| N.º            | Título                         | Compositor(es)             | Duração |  |
| 1.             | "Separate Ways (Worlds Apart)" | Jonathan Cain, Steve Perry | 5:23    |  |
| 2.             | "Send Her My Love"             | Cain, Perry                | 3:55    |  |
| 3.             | "Chain Reaction"               | Cain, Perry, Neal Schon    | 4:21    |  |
| 4.             | "After the Fall"               | Cain, Perry                | 5:01    |  |
| 5.             | "Faithfully"                   | Schon, Cain                | 4:27    |  |
| 6.             | "Edge of the Blade"            | Cain, Perry, Schon         | 4:30    |  |
| 7.             | "Troubled Child"               | Cain, Perry, Schon         | 4:29    |  |
| 8.             | "Back Talk"                    | Cain, Perry, Steve Smith   | 3:17    |  |
| 9.             | "Frontiers"                    | Cain, Perry, Schon, Smith  | 4:10    |  |
| 10.            | "Rubicon"                      | Cain, Perry, Schon         | 4:19    |  |
| Duração total: | Duração total:                 | Duração total:             | 43:52   |  |

| Bônus do relançamento em CD de 2006 |                  |                    |         |  |
| N.º                                 | Título           | Compositor(es)     | Duração |  |
| 11.                                 | "Only the Young" | Cain, Perry, Schon | 4:18    |  |
| 12.                                 | "Ask the Lonely" | Cain, Perry        | 3:55    |  |
| 13.                                 | "Liberty"        | Cain, Perry, Schon | 2:54    |  |
| 14.                                 | "Only Solutions" | Cain, Perry, Schon | 3:33    |  |
| Duração total:                      | Duração total:   | Duração total:     | 58:32   |  |

## Créditos
Steve Perry - vocais
Neal Schon - guitarras
Jonathan Cain - teclados, guitarras
Ross Valory - baixo
Steve Smith - bateria
Randy Jackson - baixo em "After the Fall"